# Satanoperca pappaterra
Satanoperca pappaterra és una espècie de peix de la família dels cíclids i de l'ordre dels perciformes.

## Morfologia
Els mascles poden assolir els 17,4 cm de longitud total.

## Distribució geogràfica
Es troba a Sud-amèrica: conques del riu Amazones al Brasil i Bolívia, i Paranà al Brasil i nord del Paraguai.